# Ctenitis iriomotensis
Ctenitis iriomotensis är en träjonväxtart som först beskrevs av H. Itô, och fick sitt nu gällande namn av Nakaike. Ctenitis iriomotensis ingår i släktet Ctenitis och familjen Dryopteridaceae. Inga underarter finns listade.